# Unibail-Rodamco-Westfield
Unibail-Rodamco-Westfield SE is een Europees-Australisch vastgoedbedrijf dat in 2018 ontstond nadat het al eerder gefuseerde Unibail-Rodamco fuseerde met de Europees-Amerikaanse tak van de Westfield Corporation. Unibail-Rodamco was ontstaan op 25 juni 2007 nadat het Franse Unibail de aandelen overnam van Rodamco Europe. Het bedrijf bezit winkelcentra door heel Europa, kantoorruimte vooral in en rond Parijs, en tentoonstellings- en conferentiecentra in en rond Parijs, waaronder Paris Expo.

## Activiteiten
De totale waarde van deze activa was 56,3 miljard euro (2020). Veruit het grootste deel, ongeveer 85%, van dit vermogen is geïnvesteerd in winkelcentra. Zo'n driekwart van het bezit ligt in Europa en een kwart in de Verenigde Staten. Het Nederlandse aandeel was minder dan 5% per jaareinde 2020 en binnen Europa is Frankrijk het belangrijkste land. De huuropbrengsten zijn de belangrijkste inkomsten en deze worden aangevuld door de verkoop van panden. Boekwinsten of afboekingen op het onroerend goed kunnen een significante invloed hebben op het resultaat.
In Nederland heeft het bedrijf de status van een fiscale beleggingsinstelling. Het fonds is daarom vrijgesteld van vennootschapsbelasting, maar dan moet bijna de volledige winst op de gewone bedrijfsuitoefening uitgekeerd worden als dividend aan de aandeelhouders. Door de coronapandemie liepen de huurinkomsten terug en werd fors afgeschreven op de waarde van het onroerend goed. Het bestuur heeft mede daardoor besloten geen dividend uit te keren over de jaren 2020, 2021 en 2022.
De aandelen Unibail-Rodamco-Westfield worden verhandeld op de Euronext (Parijs) en maakt deel uit van de aandelenindices CAC 40, Euronext 100 en Euro Stoxx 50.

## Geschiedenis
In april 2007 nam het Franse vastgoedbedrijf Unibail zijn branchegenoot Rodamco Europe over. Het bod van 11,2 miljard euro was tot dat moment de grootste buitenlandse overname van een Nederlands beursfonds ooit. Gezamenlijk kregen Rodamco Europe en Unibail een vastgoedportfolio ter waarde van 21,7 miljard euro en behaalden daarover een nettowinst van 974 miljoen euro in 2006. Na de afronding van de fusie medio 2007 was de combinatie de grootste Europese belegger in winkelcentra.
Rodamco werd in 1979 opgericht als vastgoedfonds van Robeco. In 2000 splitste Rodamco zichzelf op in vier zelfstandige regionale fondsen, met elk een eigen beursnotering. Rodamco Asia, UK en North America werden stuk voor stuk overgenomen, Rodamco Europe bleef als laatste over met een zelfstandige beursnotering tot 2007. Rodamco Europe was Europa’s grootste beursgenoteerde belegger in winkelpanden en was actief Nederland, België, Zweden en Spanje. Het belegd vermogen bedroeg 10,6 miljard euro. Unibail was vooral actief in Frankrijk en de waarde van de vastgoed portefeuille was 10,9 miljard euro. Het Franse bedrijf had zowel winkelcentra als kantoren.
In december 2017 bracht het een overnamebod uit op branchegenoot Westfield. Unibail deed een bod van 24,7 miljard dollar (ca. 20,9 miljard euro) en het bestuur van het Australische bedrijf heeft hiermee ingestemd. Na de overname wordt Unibail-Rodamco eigenaar van 104 winkelcentra wereldwijd, dit is exclusief de projecten die nog in aanbouw zijn. Westfield is vooral actief in Noord-Amerika en het aandeel van de Verenigde Staten in de gecombineerde portefeuille is ongeveer een vijfde. Tezamen hebben de twee 3700 mensen in dienst. Op 7 juni 2018 werd de overname afgerond. Na de overname is het bedrijf verder gegaan als Unibail-Rodamco-Westfield.
De overname leidde tot extra schulden en een onevenwichtige portefeuille. Het bestuur kwam met een verkoopprogramma en in april 2019 was voor 4,1 miljard euro aan bezittingen afgestoten. Dit programma wordt vervolgd, begin 2019 stelde het bestuur van URW voor nog eens 4 miljard euro aan bezittingen van de hand te doen. In december 2021 was hiervan de helft gerealiseerd.
Door de coronapandemie werd in 2020 ruim 8 miljard euro afgeschreven op de waarde van het vastgoed en goodwill. Om het vermogen te versterken kwam het bedrijf met plannen voor een aandelenemissie ter waarde van 3 miljard euro. De Franse miljardair Xavier Niel ageerde samen met oud-CEO Léon Bressler tegen dit plan en zij pleitten voor een radicale strategiewijziging. De emissie ging niet door. In oktober 2021 had Niel een aandelenbelang van 23,2% opgebouwd in Unibail. Vanaf 10 november 2020 is Niel lid van de raad van commissarissen van het vastgoedbedrijf.
Op 28 maart 2022 maakt Unibail-Rodamco-Westfield bekend dat het in de komende twee jaar alle winkelcentra in Amerika verkoopt en zich volledig terugtrekt van de Amerikaanse markt.